# Dictionnaire de la langue française
« Littré » redirige ici. Pour les autres significations, voir Littré (homonymie).
Le Dictionnaire de la langue française, communément appelé le Littré d'après le nom de son auteur Émile Littré, est publié entre 1863 et 1873 par la librairie Hachette, après des années de préparation.
Ayant rencontré un grand succès, il a été décliné sous différentes formes, plus ou moins respectueuses du texte et de l'esprit originels.

## Préparation
La préparation du Dictionnaire s'étale sur trente ans, de 1841 à 1872.
En 1841, Littré évoque avec Louis Hachette, son ami de lycée, le projet d'un dictionnaire étymologique, dans l'esprit de celui de Ménage. Enthousiaste, Hachette lui fait signer un contrat et lui verse une avance de 4 000 francs. Mais, venant de découvrir la philosophie d'Auguste Comte, Littré consacre presque tout son temps à la vulgariser. La mort de sa mère, en décembre 1842, le rend incapable de travailler pendant six mois. Il poursuit également sa traduction d'Hippocrate en 10 volumes, entamée en 1839, et achevée en 1861.
En 1846, Hachette fait remarquer à Littré que, cinq ans après la signature de leur contrat, rien n'est commencé. Il lui propose de rédiger, non pas un simple dictionnaire étymologique, mais un « dictionnaire total », incluant définitions, acceptions, règles de prononciation, analyses critiques, exemples présents et passés. Après avoir hésité, Littré accepte. Un second contrat est signé le 5 mai 1846 pour « deux volumes in-quarto à deux colonnes, de 60 à 80 feuilles chacun, à rédiger avant deux ans. » Littré se met au travail, en prenant comme premier référentiel de mots le Dictionnaire de l'Académie française, mais ne tient aucun des délais promis : il révise avec Charles Robin un Dictionnaire de médecine, participe en qualité de membre de l'Académie des inscriptions et belles-lettres à l'Histoire littéraire de la France, donne des articles à la Revue des Deux Mondes et au National, poursuit sa traduction d'Hippocrate.
En 1851, Hachette s'impatiente car Littré n'en est toujours qu'aux préparatifs. Il propose de lui adjoindre un grammairien et lexicographe, Bernard Jullien. Littré refuse, mais fait de nouvelles promesses : la première rédaction serait terminée en 1853, la révision serait faite en 1854, et l'impression pourrait commencer en 1855. Aucun de ces nouveaux délais n'est tenu. En 1858 Hachette, qui n'a toujours rien reçu impose trois collaborateurs, Bernard Jullien, Jean-Édouard Sommer et Amédée Beaujean. Littré leur adjoint sa femme, Aglaé Pauline Conil-Lacoste et sa fille, Sophie, ainsi qu'un capitaine d'artillerie nommé André et Frédéric Baudry, dont la spécialité sera de détecter les citations inexactes. Il commence d'abord par les cantonner dans des travaux subalternes de vérification, de correction et de recherche de citations. Celles-ci doivent être tirées de centaines de textes, anciens pour l'histoire du mot, classiques pour son usage, et leurs références doivent être relevées avec une extrême précision. S'y ajoutent celles provenant d'un filon découvert en 1861 : cent-cinquante in-folios manuscrits compilés par Charles de Pougens.
Le travail est enfin lancé, la structure des articles définie : aux indications phonétiques succèdent des définitions appuyées par des citations, puis des remarques sur l'usage du mot, son historique et enfin son étymologie.
Les procédures de travail sont mises en place : Littré, aidé de sa femme et sa fille, établit le texte. Puis il l'envoie à Beaujean qui, l'ayant revu à son tour, le transmet à l'imprimerie. Les placards reviennent à Beaujean qui en corrige les fautes. Une deuxième épreuve est soumise à Littré et à ses trois collaborateurs : Beaujean, Jullien et Sommer. À ce stade encore, chacun peut suggérer des corrections et des ajouts. Littré décide. Enfin Beaujean prépare la mise en page, qui est revue par les quatre responsables, sans remaniement, les ajouts de dernière heure étant gardés pour un Additif. Littré relit lui-même les clichés.
La mise en page est si complexe que les typographes de l'imprimerie Lahure obtiennent une prime.
Les trois premiers fascicules paraissent en 1863, et malgré la mort le 31 juillet 1864 de Louis Hachette, l'impression continue.
En 1865 apparaissent de nouveaux collaborateurs : Polguère, ancien technicien de Lahure, dernier relecteur des épreuves ; Collet, inspecteur d'académie et spécialiste du XVIIIe siècle ; le critique musical Anatole Loquin ; Anthelme Robin, le frère de Charles avec qui Littré avait rédigé un Dictionnaire de médecine.
Cette même année, Littré croit pouvoir noter : « aujourd'hui, j'ai fini mon dictionnaire », mais pendant des années il va encore « affiner, châtier, compléter, polir le manuscrit » jusqu'à la parution du dernier fascicule dont le dernier bon à tirer est donné le 4 novembre 1872, sept ans plus tard.
Un Abrégé en un volume, rédigé par Beaujean et préfacé par Littré, paraît en 1874.
En 1875, Littré commence à mettre en forme les matériaux qu'il a recueillis pendant l'impression pour en faire un Supplément. Son intention était de les intégrer au Dictionnaire, mais Hachette, qui multiplie les retirages, refuse et en fait un volume séparé.

## Contenu
Littré présente ainsi son dictionnaire dans sa Préface :

« Je n'ai prétendu à rien de moindre qu'à donner une monographie de chaque mot, c'est-à-dire un article où tout ce qu'on sait sur chaque mot quant à son origine, à sa forme, à sa signification et à son emploi, fût présenté au lecteur. Cela n'avait pas encore été fait. »

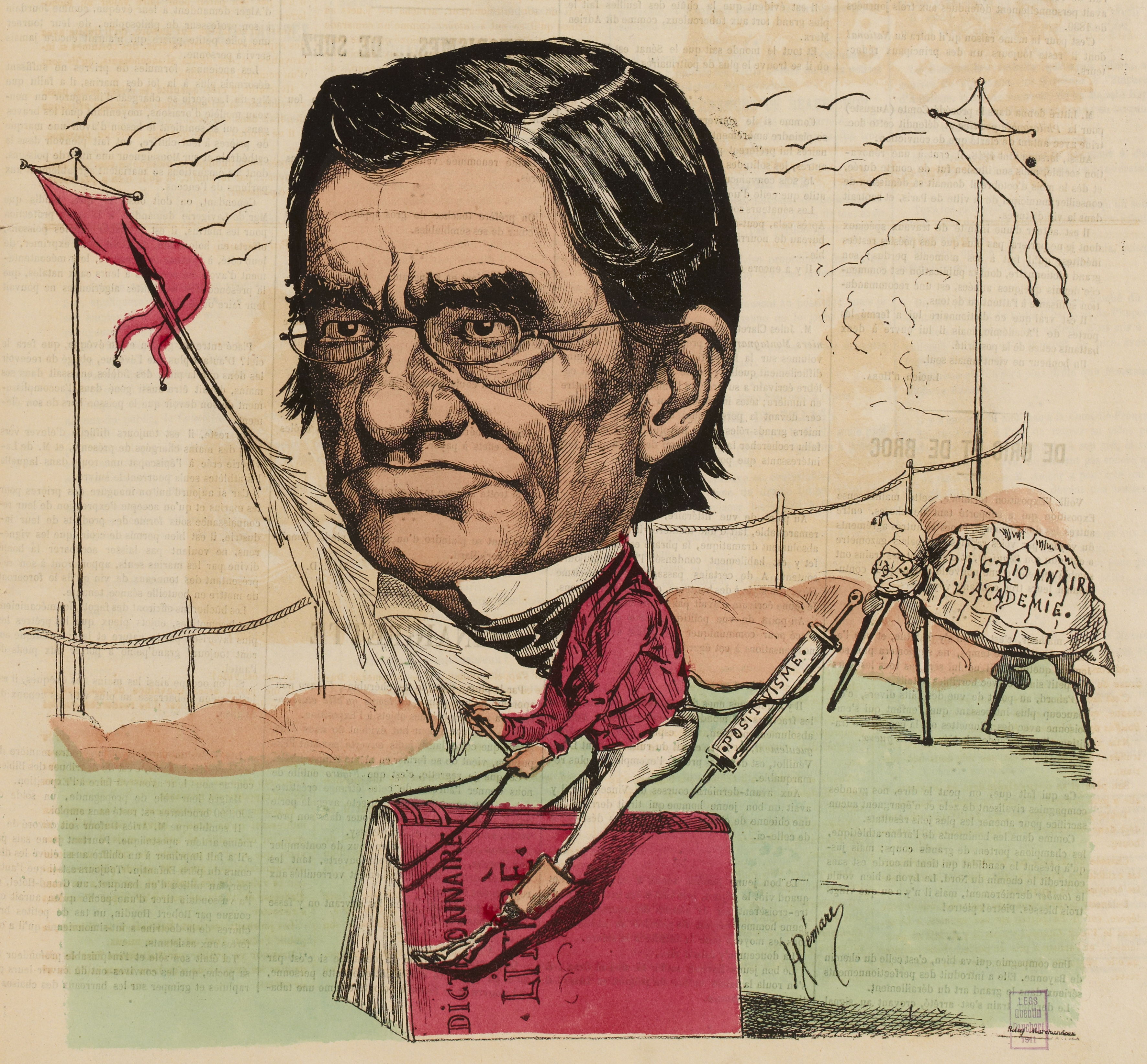
Littré chevauchant son dictionnaire, par Henri Demare, Le Bouffon, 1 décembre 1867

Pour lui, « la doctrine et même l'usage de la langue restent mal assis s'ils ne reposent sur leur base antique. »
Il recueille ainsi tous les mots figurant dans l'édition de 1835 du Dictionnaire de l'Académie, y ajoute des termes classiques non admis par l'Académie relevés dans la littérature des XVIIe et XVIIIe siècles, des termes techniques, des néologismes et des mots populaires et dialectaux. La première édition comprend près de 80 000 mots.
Contrairement au Dictionnaire de l'Académie, qui indique en premier les significations les plus employées, Littré range les sens d'un mot dans un ordre qui se veut à la fois logique et historique : « La filiation des sens est une opération difficile, mais nécessaire pour la connaissance du mot, pour l'enchaînement de son histoire, surtout pour la logique générale qui, ennemie des incohérences, est déconcertée par les brusques sauts des acceptions et par leurs caprices inexpliqués. » Littré applique ainsi la conviction positiviste d'après laquelle les significations s'engendrent l'une l'autre selon des lois générales.
L'étymologie reflète les notions de l'époque — aujourd'hui périmées —, en particulier la distinction entre langues-mères et langues-filles. La prononciation s'appuie sur la tradition et des usages parfois vieillis. Ainsi, Littré conseille de prononcer our et non ours, le nom de l'animal.
Les exemples donnés sous forme de citations sont une innovation. Ces citations sont groupées en deux séries : l'une dans le corps de l'article, où elles figurent après les définitions, l'autre dans la rubrique historique, dans un ordre chronologique. Elles sont données comme illustration, mais également pour elles-mêmes. Leur richesse, leur qualité, et l'art de leur analyse ont concouru à la réputation du Littré. Mais elles s'arrêtent au début du XIXe siècle : ni Balzac, ni Stendhal, ni Gautier , ni Flaubert ne sont cités.
Cependant, la nomenclature est incomplète : Pierre Larousse note que « souvent entre deux mots qui se suivent, chez M. Littré, pourraient s'en glisser une vingtaine d'autres qui, sans être usuels, devraient occuper une place dans un dictionnaire aussi volumineux. » Les termes retenus proviennent de la langue écrite, la langue parlée étant censée s'aligner sur les textes littéraires. Cependant le Supplément sera moins strict à cet égard.
Les synonymes sont rares. Littré fait remarquer dans sa Préface que leur utilisation « expose à tomber dans une sorte de cercle vicieux ou explication du même par le même. Ainsi, le Dictionnaire de l'Académie définit fier par « hautain, altier » et hautain par « fier, orgueilleux ». Il y a là un défaut duquel il faut se préserver. »

## Publication
Le commencement du texte est remis à l'imprimerie le 27 septembre 1859, le dernier feuillet est transmis le 4 juillet 1872. Le dernier bon à tirer est donné le 14 novembre 1872. Le texte compte 415 636 feuillets, ce qui correspond à 2 242 placards de composition. Les additions faites sur ces placards ont produit 292 pages à trois colonnes. Si le dictionnaire était composé sur une seule colonne, celle-ci aurait 3,752 km.

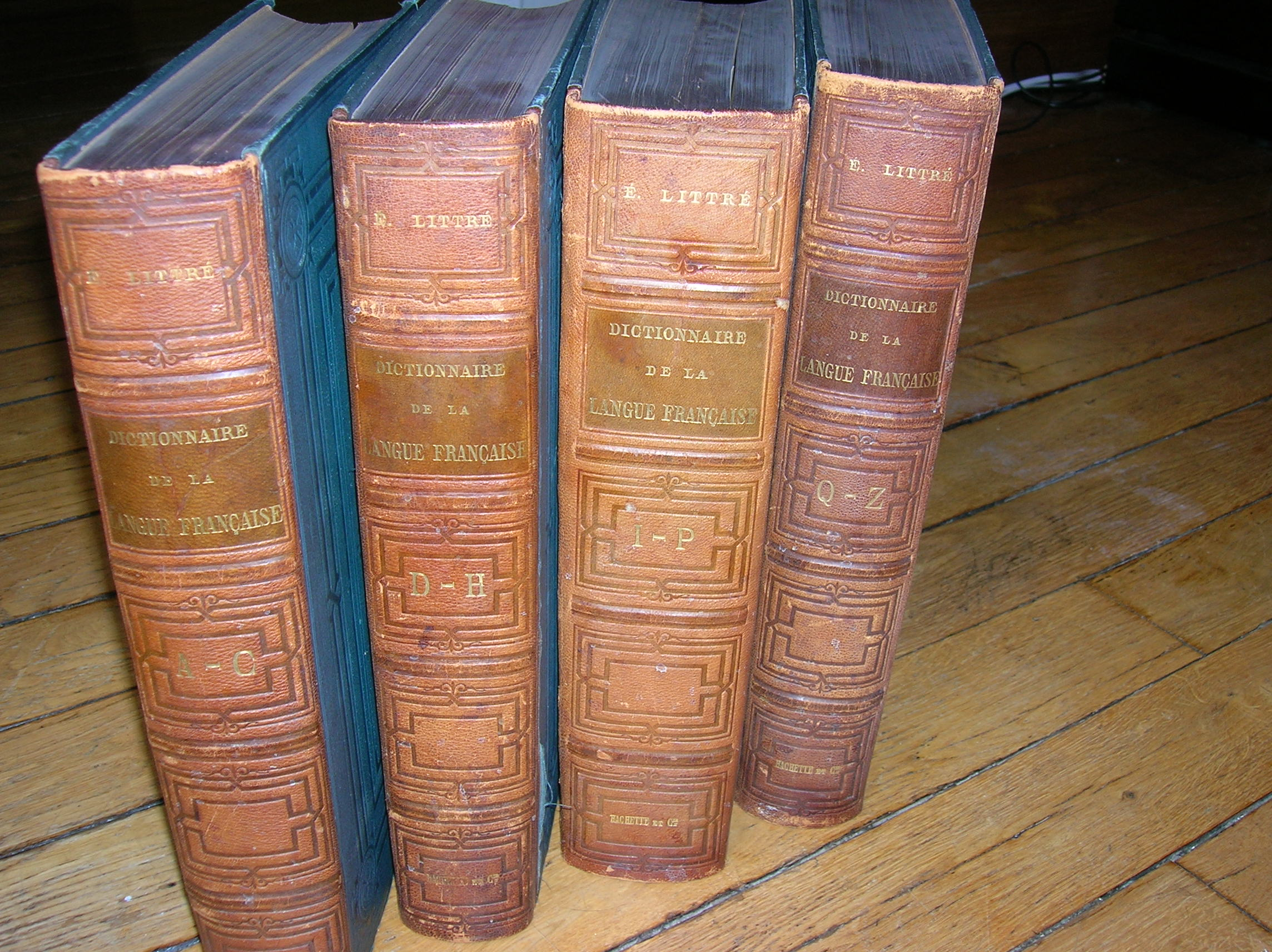
Dictionnaire Littré de la langue française, édition 1889

Le Dictionnaire de la langue française est publié par Hachette en fascicules entre 1863 et 1872 et en quatre volumes formant deux tomes en 1873-1874.
Un Supplément, comprenant des néologismes et des ajouts, suivi d'un Dictionnaire étymologique des mots d'origine orientale (arabe, hébreu, persan, turc, malais) préparé par Marcel Devic, est publié en 1878.

## Réception
L'ouvrage a du succès : quinze mille exemplaires sont écoulés dans les deux mois suivant sa parution. En 1935, 89 140 exemplaires ont été vendus. Des réimpressions successives ont lieu jusqu'en 1943 et la dernière édition est épuisée en 1956.
Dès la publication des premiers fascicules les commentaires sont élogieux, même dans la presse conservatrice, pourtant hostile aux idées positivistes de Littré. Zola évoque un « livre-monument », une « œuvre colossale, un édifice impérissable qui fera vivre son nom même lorsque la langue française sera morte. » Les admirations sont constantes, les louanges presque monotones.
Gaston Paris, en 1901 émet quelques remarques de fond. Il discute l'idée de Littré d'« asseoir l’usage moderne sur l’usage antique », tout en se félicitant qu'elle n'ait pas toujours été suivie, et constate que le Dictionnaire a plutôt révélé à la fois la continuité et l’évolution constante de la langue. À propos des mots dialectaux, il regrette que Littré n'ait pas tracé de limite dialectale à sa nomenclature, et donc ait parfois « ramassé des coquillages sur la plage pour les mettre dans sa grande bâtisse. » Son principal reproche est le classement des exemples et des citations en deux séries, l'une sous chaque acception du mot, l'autre dans une partie Historique, non dans l'ordre des sens, mais d'une manière chronologique : « L’histoire de l’évolution des sens, à laquelle Littré attache avec raison une grande importance, serait beaucoup plus claire et plus facile à suivre si elle était présentée dans son ensemble depuis les plus anciens documents jusqu’aux plus modernes. En outre les sens, souvent très différents des sens actuels, que les mots ont eus anciennement et n’ont pas conservés ne reçoivent aucune explication. » À l'inverse, il se réjouit que Littré ait introduit l'étymologie dans un dictionnaire.
Plus récemment, la critique a noté que c'est avec Littré que le mot sens a retrouvé une grande place dans la lexicographie grâce à de longs développements dans la préface et dans l'article consacré à ce mot. Mais il lui est reproché d'avoir voulu tenter une synthèse « impossible »  entre deux principes d’ordonnancement, de la signification : l’ordre historique et l’ordre logique.

## Pérennité
Alain Rey a résumé l'aura et le prestige de l'ouvrage : « Ces gros volumes sombres, cette typographie serrée ne composent pas un livre parmi d'autres, ils incarnent une croyance. » Le secret du Littré dans la conscience collective, c'est de « faire avec nos propres mots, notre infime discours, de l'admirable, du subtil, de l'inconnu ; de construire avec les superbes débris de la littérature une description sèche, par là convaincante, d'un système idéal auquel il fait accéder. » La passion des Français pour leur langue lui a conféré une popularité sans exemple.

## Postérité
- Dans Le Navire Argo, roman de Richard Jorif qui tourne autour du Littré, l'auteur traque dans les exemples de ce dictionnaire les traces de la personnalité et des obsessions de son auteur[42].
- Dans Les Disparus du Littré, Hélène Neffs collectionne 25 000 mots qui figuraient dans le Littré mais ne sont plus répertoriés dans les dictionnaires actuels[43]

## Éditions

### Édition originale

#### Dictionnaire

##### Contenu
- Dictionnaire de la langue française, contenant 1°) pour la nomenclature : tous les mots qui se trouvent dans le Dictionnaire de l'Académie française et tous les termes usuels des sciences, des arts, des métiers et de la vie pratique ; 2°) pour la grammaire : la prononciation de chaque mot figurée et, quand il y a lieu, discutée ; l'examen des locutions, des idiotismes, des exceptions  et, en certains cas, de l'orthographe actuelle, avec des remarques critiques sur les difficultés et les irrégularités de la langue ; 3°) pour la signification des mots : les définitions, les diverses acceptions rangées dans leur ordre logique, avec de nombreux exemples tirés des auteurs classiques et autres ; les synonymes principalement considérés dans leurs relations avec les définitions ; 4°) pour la partie historique : une collection de phrases appartenant aux anciens écrivains depuis les premiers temps de la langue française jusqu'au seizième siècle, et disposées dans l'ordre chronologique à la suite des mots auxquels elles se rapportent ; 5° pour l'étymologie : la détermination ou du moins la discussion de chaque mot établie par la comparaison des mêmes formes dans le français, dans les patois et dans l'espagnol, l'italien et le provençal ou langue d'oc., Paris, Hachette, 1863-1874, 2 tomes en 4 volumes.
  - Volume I (lire sur Gallica)
    - Préface (pages I-XXXIX)
    - Complément de la Préface ou Coup d’œil sur l'histoire de la langue française (pages XL-LVI)
    - Tableau de la figuration et de la prononciation (pages LVII-LIX)
    - De A à Czarowitz (pages 1 à 944)

  - Volume II (lire sur Gallica) 
    - De D à Hystriciens (pages 945 à 2080)

  - Volume III (lire sur Gallica)
    - Préface, datée de décembre 1866 (pages I-II)
    - De I à Pyxidie (pages 1 à 1396)

  - Volume IV (lire sur Gallica)
    - De Q à Zythogale (pages 1397 à 2566)
    - Additions et corrections : de A à Vert (pages 2567 à 2621)
    - Liste des principaux auteurs cités : de Accords (Des), Adam à Ymage du Monde (L'), pages 2622 à 2628)

##### Livraisons
- 1863 : 7 livraisons : à-dénier
- 1864 : 3 livraisons : dénier-étroit
- 1865 : 2 livraisons : étroit-génie
- 1866 : 1 livraison : génie-hystriciens
- 1867 : 3 livraisons : i-mandat
- 1868 : 4 livraisons : mandat-perdre
- 1869 : 3 livraisons : perdre-redresser
- 1870 : 2 livraisons :  redresser-scieur
- 1872 : 5 livraisons : scieur-zythogale[44]

#### Supplément
- Supplément au Dictionnaire de la langue française, Paris, Hachette, 1878, livré en 12 fascicules de 1878 à 1879[45] (lire sur Gallica)
  - Préface datée de juin 1877 (pages I à IV)
  - De À à Zurna (pages 1 à 351)
  - Additions : Abandonnement, vif-gage (pages 363 à 375)
  - Dictionnaire étymologique des mots d'origine orientale (arabe, hébreu, persan, turc, malais) par Marcel Devic
    - Préface datée de décembre 1876 (pages I-VII)
    - De Abelmosc à Zurna (pages I à 70)
    - Index des mots européens (pages 71 à 79)
    - Index des mots arabes, persans, turcs, malais et hébreux (pages 80 à 84)

### Autres éditions
Le Dictionnaire fait l'objet de nombreuses rééditions, dont peu sont conformes au contenu et à l'esprit de l'édition originale. La majorité d'entre elles se fonde sur un Abrégé revu et publié en 1891. Le Dictionnaire fait également l'objet de déclinaisons : Au début du XXe siècle, Hachette en propose trois versions : l'originale, l'Abrégé et une version extrêmement allégée destinée « à la jeunesse des écoles. »
Les éditions se multiplient après le passage du texte dans le domaine public en 1956, « des meilleures aux moins respectueuses, avec une surenchère publicitaire s'éloignant de plus en plus de l'objectivité historique. »
| Date      | Éditeur                 | Dir.                           | Titre | Vol.   | Source                   | Caractéristiques |
| --------- | ----------------------- | ------------------------------ | --- | ------ | ------------------------ | --- |
| 1874      | Hachette                | Amédée Beaujean                | Dictionnaire de la langue française, Abrégé du Dictionnaire de É. Littré                                                                   | 1      | édition originale        | Réduction en 1 volume à destination du grand public. (Lire en ligne) |
| 1881      | Hachette                | Amédée Beaujan                 | Dictionnaire de la langue française, Abrégé du Dictionnaire de É. Littré, 5e édition                                                       | 1      | ed. 1874                 | Ajout d'un Supplément d'Histoire et de Géographie |
| 1881-1890 | Hachette                | Amédée Beaujean                | Petit dictionnaire universel ou Abrégé du Dictionnaire français en un petit volume                                                         | 1      | ed.1874                  | « Spécialement destiné à la jeunesse des écoles. ». Ajout de noms propres |
| 1891      | Hachette                | Beaujean, Parnajon             | Abrégé..., nouvelle édition entièrement refondue, conforme pour l'orthographe à la dernière édition du Dictionnaire de l'Académie          | 1      | ed. 1881                 | Refonte avec revue de la prononciation, vérification des étymologies, revue des définitions et de la classification des sens, ajouts de mots                                                                                               |
| 1956-1958 | Gallimard Hachette      | Jean-Jacques Pauvert           | Dictionnaire de la langue française, édition intégrale                                                                                     | 7      | ed.originale             | Présentation sur une seule colonne. 222 pages d'introduction, préfaces et documents sur Littré. Intégration du Supplément et des Additions dans le corps du texte. Ajout de guillemets aux citations. Modernisation de l'orthographe       |
| 1957      | Bélisle                 | Louis-Alexandre Bélisle        | Dictionnaire général de la langue française au Canada                                                                                      | 1      | ed. 1891                 | Adaptation de l'édition de 1891 à la langue canadienne : 55 000 articles dont 4 500 canadianismes ; 3 000 illustrations |
| 1958      | Éditions Universitaires | Géraud Venzac                  | Dictionnaire de la langue française de Émile Littré de l'Académie française, Abrégé par A. Beaujean, Nouvelle édition revue et mise à jour | 1      | ed. 1881                 | Rajeunissement de la nomenclature, renouvellement de l'étymologie et de définitions, révision de la terminologie grammaticale, citations d’œuvres du XXe siècle, illustrations                                                             |
| 1959      | Gallimard               |                                | Petit Littré | 1      | ed.1891                  | Réimpression textuelle de l'édition de 1891 |
| 1964      | 10/18                   | Francis Bouver, Pierre Andler  | Dictionnaire Littré en 10/18 | 1      | ed. originale + ed. 1874 | Condensé sous forme de synthèse et de contraction (pas d'étymologie, presque plus de citations) en recherchant « l'essentiel de l'esprit et de la pensée de Littré sur le génie de la langue »                                             |
| 1966      | Éditions du Cap         |                                | Paul-Émile Littré, Dictionnaire de la langue française                                                                                     | 4      | ed. originale            | Présentation sur 2 colonnes. Intégration du Supplément et des Additions dans le corps du texte. Suppression de l'étymologie |
| 1974      | François Beauval        |                                | Dictionnaire de la langue française. Abrégé du Dictionnaire de Émile Littré de l'Académie française par A. Beaujean                        | 3      | ed. 1891                 | Fac-similé en 3 volumes de l'édition de 1891 |
| 1974      | Encyclopædia Britannica | Jacques Baudeau, Claude Buégué | Dictionnaire de la langue française, édition nouvelle                                                                                      | 4      | ed. 1966                 | Reprise intégrale du dictionnaire publié par les Éditions du Cap. Réédition en 1987 et 2000 en 6 volumes plus un Supplément |
| 1979      | Bélisle                 | Louis-Alexandre Bélisle        | Dictionnaire nord-américain de la langue française                                                                                         | 1      | ed.1957                  | Refonte : suppléments de biographies, histoire, géographie. |
| 1990      | La Pochothèque          |                                | Le Petit Littré, Dictionnaire de la langue française                                                                                       | 1      | ed. 1891                 | |
| 2000      | Hachette Livres         |                                | Le Littré, Dictionnaire de la langue française en un volume                                                                                | 1      | ed.1891                  | |
| 2007      | Garnier, Le Figaro      | Claude Blum                    | Le Littré, le dictionnaire de référence de la langue française                                                                             | 20 + 6 | ed. originale            | Dictionnaire en 20 fascicules + 6 volumes thématiques : Grammaire ; Aux origines du français ; Vocabulaire de la francophonie ; Dictionnaire du français oublié ; Dictionnaire des noms de famille ; Vocabulaire du français des provinces |

### Par Littré
- Émile Littré, Comment j'ai fait mon dictionnaire de la langue française, dans Études et glanures, 1880 . (Lire sur Gallica. Lire sur Wikisource)

### Ouvrages
- Henri Gouhier (dir.), Émile Littré : Actes du colloque de Paris, 7-9 octobre 1981, Paris, Albin Michel, 1983 (ISBN 978-2-226-01844-1)
- Jean Hamburger, Monsieur Littré, Paris, Flammarion, 1988 (ISBN 978-2-08-066224-8)
- Georges Matoré, Histoire des dictionnaires français, Paris, Larousse, 1968
- Michel Mourlet (dir.), Littré au XXIe siècle : Colloque du bicentenaire, France Univers, 2003 (ISBN 978-2-914437-05-9)
- Bernard Quemada, Les Dictionnaires du français moderne, 1539-1863, Paris, Didier, 1968
- Alain Rey, Littré, l'humaniste et les mots, Paris, Galllimard, 2008, 2e éd. (ISBN 978-2-07-078605-3)

### Articles
- Valentina Bisconti, « Le Dictionnaire de la langue française d’Émile Littré : limites d’un modèle », dans Le Sens en partage, Dictionnaires et théories du sens. XIXe – XXe siècles, Lyon, ENS Éditions, 2017 (lire en ligne)
- Jean Pruvost, « Littré, du papier à l'électronique », Colloque Littré au XXIe siècle, France Univers,‎ 2003